# Acide aminé cétoformateur
Un acide aminé cétoformateur est un acide aminé susceptible d'être converti en corps cétoniques par la cétogenèse, par opposition aux acides aminés glucoformateurs qui sont, quant à eux, convertis en glucose. Les acides aminés cétoformateurs ne peuvent être convertis en glucose car les deux atomes de carbone du corps cétonique sont en fin de compte dégradés en dioxyde de carbone par le cycle de Krebs.
Chez l'humain, deux acides aminés sont exclusivement cétoformateurs :
- la leucine ;
- la lysine.

Chez l'humain toujours, quatre acides aminés sont à la fois cétoformateurs et glucoformateurs :
- l'isoleucine ;
- la phénylalanine ;
- le tryptophane ;
- la tyrosine